# Chính sách thị thực của Guiné-Bissau
Du khách đến Guiné-Bissau phải xin thị thực tại cửa khẩu (áp dụng với mọi quốc tịch và cả dưới dạng đăng ký trước trực tuyến hoặc tại các phái bộ ngoại giao của Guiné-Bissau) trừ khi họ tới từ quốc gia hoặc vùng lãnh thổ được miễn thị thực.

## Bản đồ chính sách thị thực

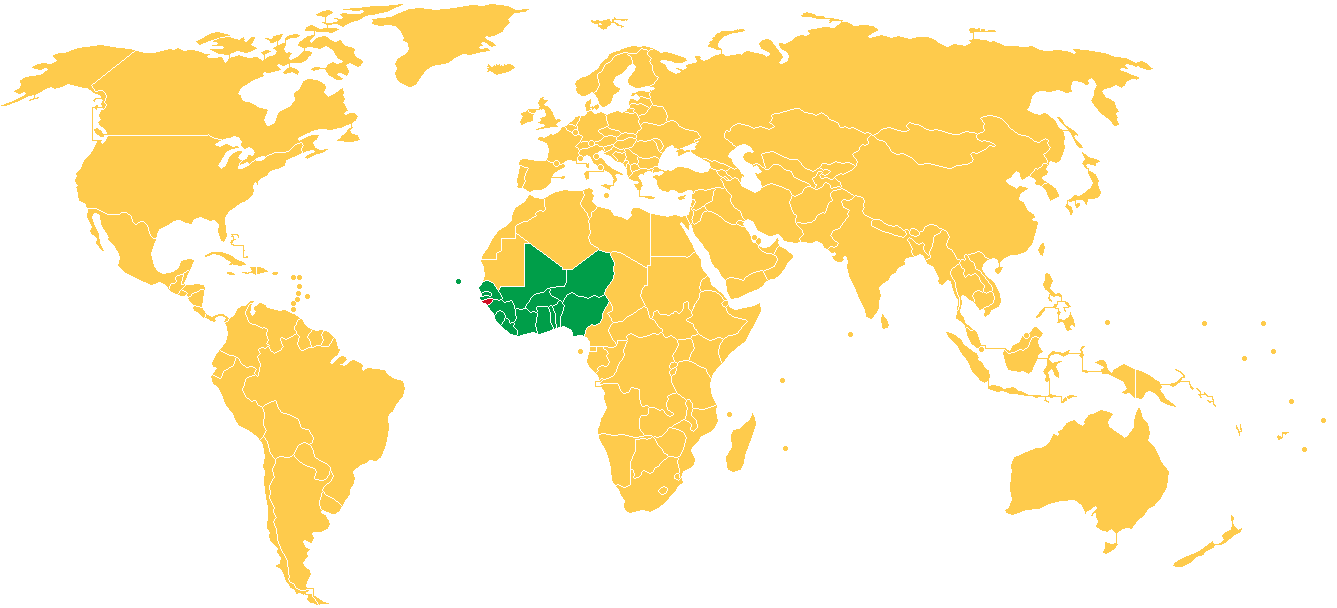
Guinea-Bissau
Miễn thị thực
Thị thực tại cửa khẩu/điện tử

## Miễn thị thực
Miễn thị thực
Công dân của 14 quốc gia và vùng lãnh thổ sau có thể đến Guinea-Bissau mà không cần thị thực:
| - Bénin - Burkina Faso - Cabo Verde - Bờ Biển Ngà - Gambia - Ghana - Guinée | - Liberia - Mali - Niger - Nigeria - Sénégal - Sierra Leone - Togo |  |

Người sở hữu hộ chiếu ngoại giao hoặc công vụ của Angola, Mozambique và Sao Tome và Principe không cần thị thực.
Thị thực tại cửa khẩu
Người sở hữu hộ chiếu được cấp bởi bất cứ quốc gia nào đều có thể xin thị thực tại cửa khảu để ở lại tối đa 90 ngày.